# Песчанский сельский совет (Кременчугский район)
Песчанский сельский совет (укр. Піщанська сільська рада) — входит в состав Кременчугского района Полтавской области Украины.
Административный центр сельского совета находится в с. Песчаное.

## Населённые пункты совета
- с. Песчаное
- с. Ковалевка
- с. Кривуши